# Piestrzenica pośrednia

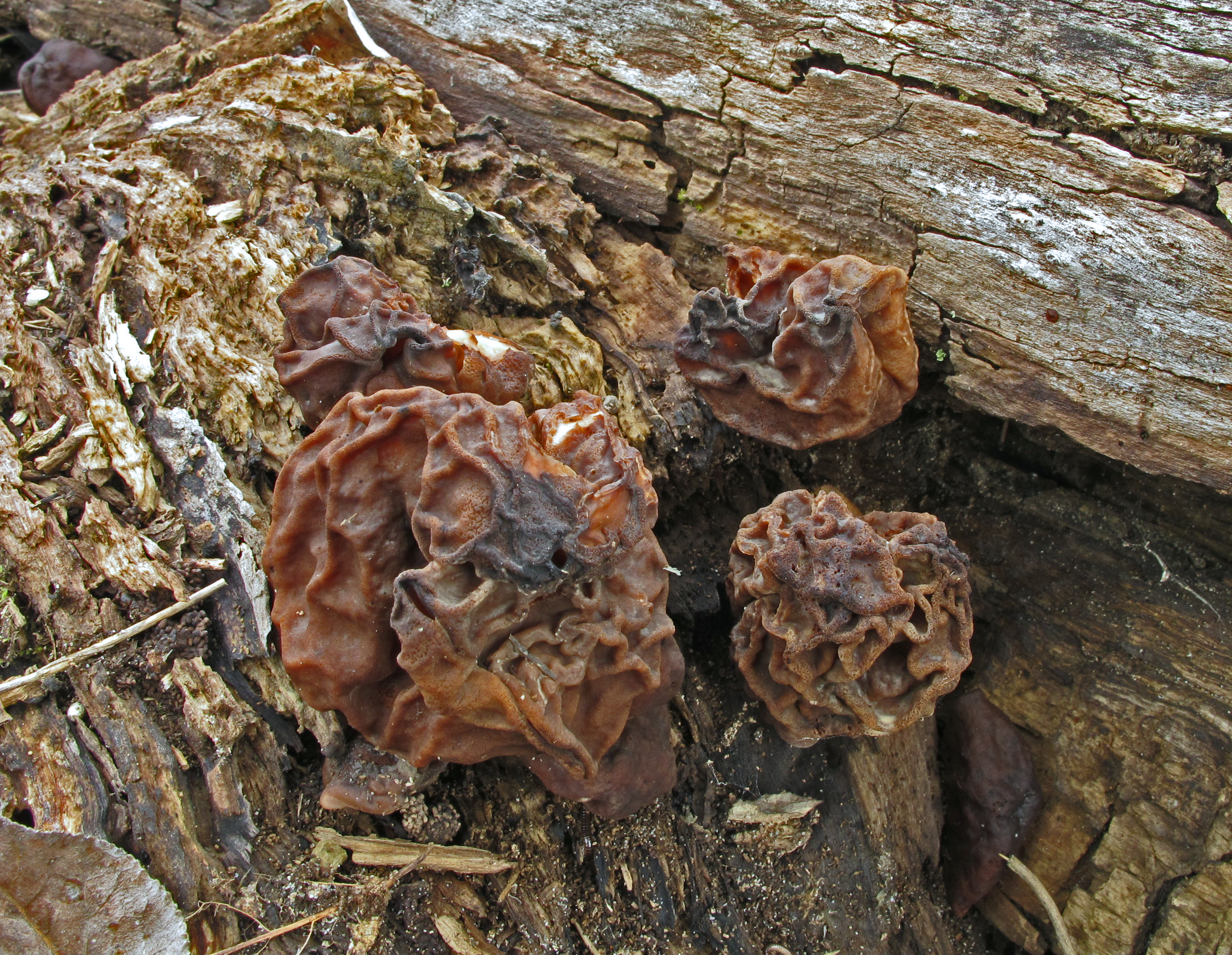

Piestrzenica pośrednia (Gyromitra ambigua (P. Karst.) Harmaja) – gatunek grzybów z rodziny krążkownicowatych (Discinaceae).

## Systematyka i nazewnictwo
Pozycja w klasyfikacji według Index Fungorum: Gyromitra, Discinaceae, Pezizales, Pezizomycetidae, Pezizomycetes, Pezizomycotina, Ascomycota, Fungi.
Po raz pierwszy takson ten opisał w 1879 r. Petter Adolf Karsten, nadając mu nazwę Helvella ambigua. Obecną, uznaną przez Index Fungorum nazwę, nadał mu w 1969 r. Harri Harmaja, przenosząc go do rodzaju Gyromitra.
Synonimy nazwy naukowej:
- Helvella ambigua P. Karst. 1879
- Physomitra infula var. ambigua (P. Karst.) Boud. 1907[2].

Nazwa polska na podstawie rekomendacji Komisji ds. Polskiego Nazewnictwa Grzybów.

## Morfologia
Owocniki
Przypominają pokrojem podstawczaki. Składają się z główki i trzonu, wewnątrz są puste. Główka o wysokości 2–13 cm i średnicy 2–8 cm, kształcie siodłowatym z kilkoma nieregularnymi fałdami; zazwyczaj są dwa, rzadziej trzy lub cztery. Powierzchnia w stanie suchym o barwie od ciemnobrązowej do niemal czarnej, u młodych okazów z fioletowym odcieniem. Trzon o wysokości 2–12 cm i średnicy do 3 cm, nieżebrowany, o brudno białawej barwie, u młodych owocników z fioletowym odcieniem. Miąższ o łagodnym smaku, bez wyraźnego zapachu.
Cechy mikroskopowe
Główną cechą na podstawie której odróżnia się piestrzenicę pośrednią od innych gatunków piestrzenic jest wielkość zarodników. Są zdecydowanie większe i w ścianie komórkowej mają rozszerzenia. Mają rozmiar 17–24 × 7–11 µm, kształt wąsko elipsoidalny z dwiema dużymi gutulami (czasami z jedną lub trzema), są gładkie bez apikuli lub z lekko pogrubionymi (poniżej 1 µm) ściankami na końcach, tworzącymi złudzenie szerokich, bardzo płytkich apikuli (najlepiej widocznych po wybarwieniu błękitem bawełnianym). Worki 8-zarodnikowe. Parafizy główkowate o szerokość 7–10 µm z czerwoną, ziarnistą zawartością.
Gatunki podobne
Morfologicznie nie da się odróżnić piestrzenicy pośredniej od pierścienicy infułowatej. Wskazówką może być jednak siedlisko. Piestrzenica infułowata rośnie wyłącznie na próchniejącym drewnie, piestrzenicę pośrednią znajdywano natomiast na glebie piaszczystej, w której trudno było się doszukać resztek organicznych. Do pewnego rozróżnienia konieczne jest jednak mikroskopowe badanie zarodników. Piestrzenica kasztanowata (Gyromitra esculenta) tworzy owocniki głównie wiosną.

## Występowanie i siedlisko
Podano występowanie piestrzenicy pośredniej w Europie i Ameryce Północnej. W Europie najwięcej stanowisk znajduje się na Półwyspie Skandynawskim. W Polsce do 2020 r. w piśmiennictwie naukowym podano 2 stanowiska. Niewielka liczba znanych stanowisk może wynikać z tego, że jeszcze do niedawna nie była ona w Polsce traktowana jako odrębny gatunek, lecz opisywana jako piestrzenica infułowata (Gyromitra infula). Aktualne stanowiska podaje także internetowy atlas grzybów. W latach 1995–2004 roku i powtórnie od 2014 r. objęta ochroną częściową bez możliwości zastosowania wyłączeń spod ochrony uzasadnionych względami gospodarki rolnej, leśnej lub rybackiej.
Naziemny grzyb saprotroficzny. Występuje w sosnowych borach, głównie na piaszczystej glebie zawierającej silnie spróchniałe drewno.